# Kolín (nádraží)
Kolín je železniční stanice v Kolíně na adrese Rorejcova 569. Je spojovacím uzlem tratí Praha – Česká Třebová, Kolín–Ledečko, Kolín – Havlíčkův Brod, Praha – Lysá nad Labem – Kolín, do něhož ústí celkem pět železničních tratí ze směru od Prahy, Olomouce, Ledečka, Havlíčkova Brodu a Velkého Oseku. Stanice je elektrizovaná (3 kV ss). Budova je majetkem České republiky a provozovatelem je Správa železnic. Je nejfrekvektovanější stanicí ve středních Čechách.

## Historie

### První a druhé nádraží

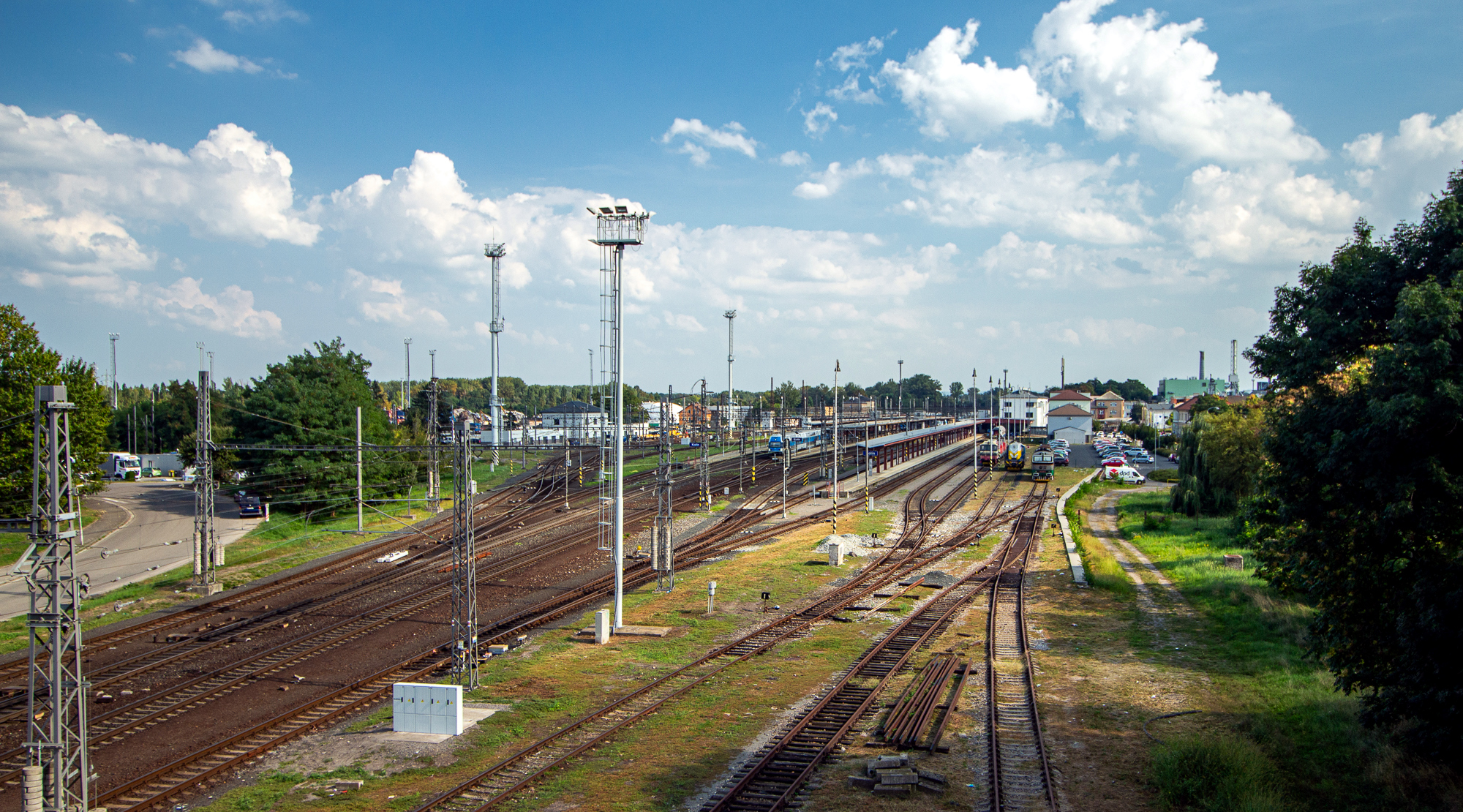
Nádraží a kolejiště

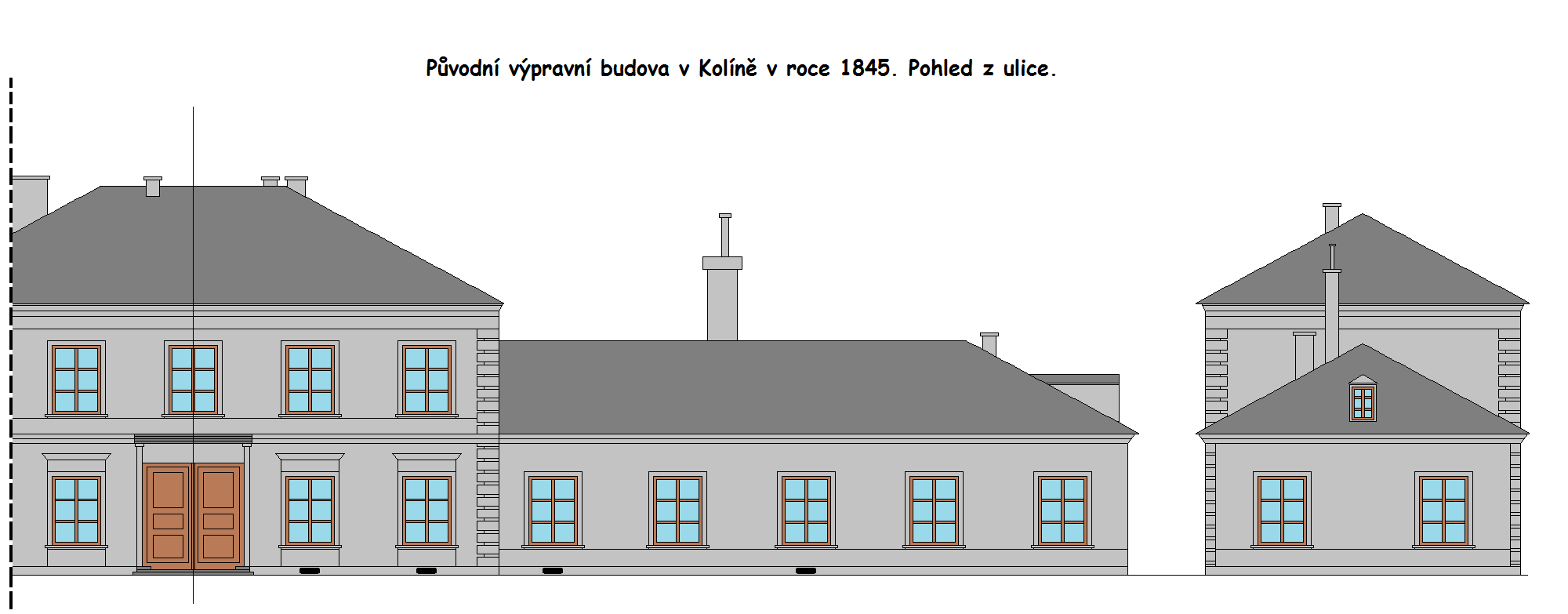
Původní výpravní budova vystavěná dle Junglingových plánů v roce 1845 podnikatelstvím bratří Kleinů

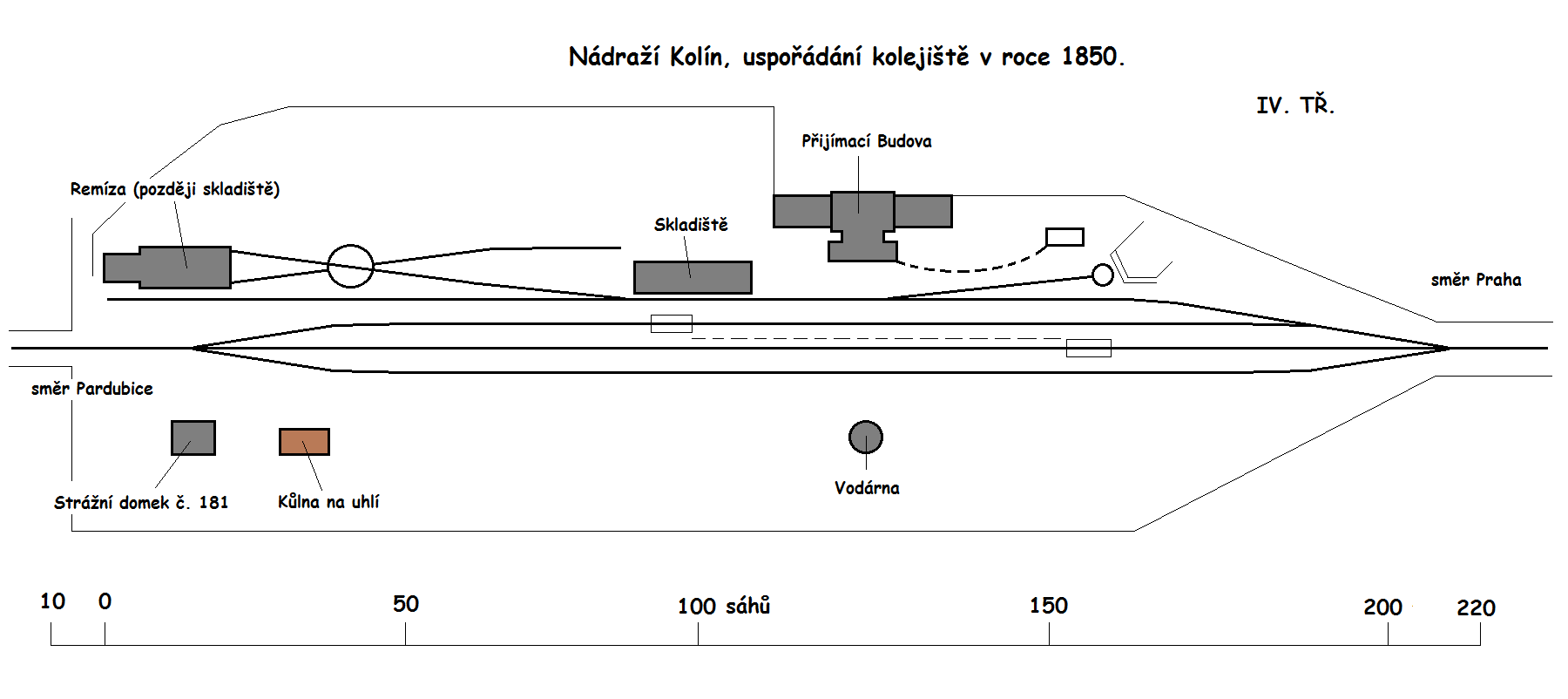
Uspořádání kolejiště v roce 1850

První nádraží v Kolíně bylo vystavěno dle návrhu vrchního inženýra Antona Jünglinga, který v roce 1844 předložil ke schválení projekt 

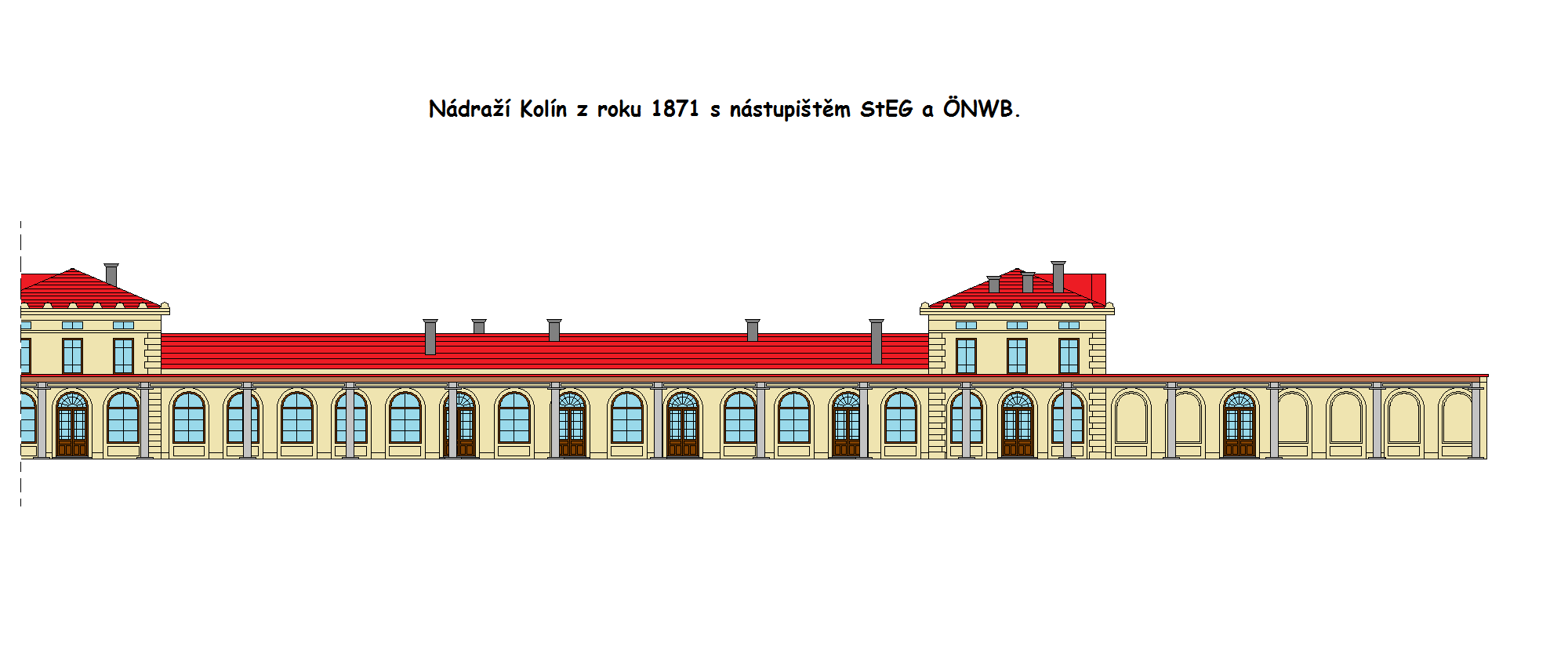
Druhá přijímací budova dle návrhu Karla Schlimpa. Jižní nástupiště patřilo StEG, severní pak ÖNWB

výstavby s rozpočtem 40 526 zlatých. Se stavbou započalo podnikatelství bratří Kleinů začátkem roku 1845.Oproti původnímu rozpočtu nabídlo podnikatelství bratří Kleinů slevu 2½ procenta. Kolínské nádraží nebylo v jeho počátcích plně doceněno, přestože jeho poloha v blízkosti Labe naznačovala průmyslový rozkvět města. Nádraží bylo vystavěno v blízkosti Labe na náspu, který byl chráněn kamennou dlažbou před velkými vodami. Pata náspu sahala do výše 2 až 3 sáhů. Jednalo se o malé nádraží o délce 200 sáhů se třemi kolejemi, spadalo do IV. třídy s pořadovým číslem 21. V témže roce postavil hostinský František Pivnička hostinec „U arcivévody Štepána“, nacházel se naproti přijímací (nádražní) budově. Dnes bývalý hostinec částečně slouží katastrálnímu úřadu (50°1′29″ s. š., 15°12′47″ v. d.). Přijímací budova byla vystavěna z pálených cihel, jejíž jednopatrový střed přiléhal ke dvěma přízemním křídlům. Byla 25 sáhů dlouhá, 6 sáhů široká. Střecha budovy byla pokryta anglickou břidlicí. Směrem ke kolejišti se nacházela přízemní přístavba, ta byla kryta plechem. V přízemí budovy se nacházela kancelář inženýra, poštovní výpravna, útulek čerpáře (ten obsluhoval čerpadlo v protější vodárně), byty výpravčího a výhybkáře. V přístavbě se pak nacházela čekárna s pokladnou. Původní přijímací budova přečkala na nádraží cca 85 let, byť později nesloužila původnímu účelu. Naproti přijímací budově za kolejemi byla vystavěna vodárenská věž s 5 sáhů hlubokou studnou. Odtud čerpář ručně čerpal vodu do nádrže ve věži. Voda pak byla vedena k dvěma vodním jeřábům, z nichž parní lokomotiva nabírala vodu. V Pardubicích se nacházelo parní čerpadlo. Na nádraží také byla vystavěna remíza pro dva záložní stroje o délce 20 sáhů a šířce 6 sáhů. Tato remíza však byla brzy nahrazena skladištěm.
Slavnostní otevření Severní státní dráhy proběhlo 20. srpna 1845. První vlak přijel v odpoledních hodinách, byl tažený lokomotivami „Praha“ a „Olomouc“. S pětiminutovým předstihem jela jako předvoj lokomotiva „Čechy“, tu doprovázel vrchní inženýr Jan Perner. Zdržení a vítání slavnostního vlaku na malých nádražích bylo zkráceno na nejnutnější míru. Přesto i v Kolíně vlály prapory, hrála hudba za přítomnosti čestného oddílu pluku Palombini. Ani při slavnostním zahájení nebylo nádraží místními plně doceněno. Kutnohorští šli vítat slavnostní vlak do Záboří, dle místních z radosti nad tím, že dráha nebyla vedena přes Kutnou Horu. Již 1. září 1845 byla zahájena osobní doprava, o měsíc později pak doprava nákladní.
Před rokem 1855 byla na nádraží vybudována soukromá vlečka k uhelnému složišti společnosti císaře Ferdinanda I. Tato společnost zřizovala na nádražích prodejny. V roce 1858 započala velkolepá přestavba, která nádraží IV. třídy proměnila postupem času v „železniční uzel“. V roce 1861 byla původní vodárenská věž nahrazena vodárnou novou. Vodárna nabírala vodu přímo z Labe, byla poháněna parním čerpadlem. Ani tato druhá vodárna však nepřečkala rozsáhlou přestavbu v roce 1871. V roce 1869 se společnosti StEG a ÖNWB dohodly na dvou samostatných nádražích ležících vedle sebe s nově vystavěnou společnou přijímací budovou. Základní přestavba v roce 1871 souvisela se zaústěním Rakouské severozápadní dráhy. Novou výpravní budovu navrhl architekt ÖNWB Carl Schlimp. Jednalo se o přízemní trakt, zakončený patrovými kolmými křídly s nízkými valbovými střechami. Z obou stran přiléhala k budově krytá nástupiště, budova byla situována v ostrovní poloze mezi dvěma nádražími, StEG a ÖNWB. Jižní nástupiště patřilo StEG, severní pak ÖNWB. Zaústění severozápadní dráhy mezi Golčovým Jeníkovem a Kolínem bylo dáno do provozu 6. prosince 1869, do Mladé Boleslavi pak 29. října 1870. V roce 1871 probíhala stavba druhé koleje z Peček do Kolína, v roce 1885 pak z Přelouče do Kolína. Podle jízdního řádu severní větve StEG z roku 1868 vlak Nr. 4 s pravidelným odjezdem z Kolína v 9:28 dorazil do Pardubic v 10:38. V opačném směru vlak Nr. 3 s pravidelným odjezdem z Kolína v 5:48 dorazil do Prahy v 7:37. Po dokončení nové přijímací budovy byla původní budova bez přízemní přístavby, která se do té doby nacházela směrem ke kolejišti (zde byla čekárna s pokladnou). Od té doby sloužila už jen jako budova obytná. V letech 1872 až 1886 nesla stanice název Nový Kolín.
V roce 1908 byla zahájena stavba druhá koleje severozápadní dráhy z Kolína do Sedlece u Kutné Hory. O rok později pak do Velkého Oseka. Původní nádraží IV. třídy se tak rázem proměnilo v dopravní křižovatku. Ve stanici se v té době nacházela nejedna průmyslová vlečka, během několika desetiletí se město Kolín proměnilo v průmyslové město se spoustou továren, byť na počátku nebyla železniční stanice plně doceněna. V roce 1909 byly soukromé rakouské železniční společnosti ÖNWB a StEG zestátněny Rakouskými státními drahami. Stanice měla jenom jednoho majitele. Před první světovou válkou bylo ve stanici instalováno elektromechanické zabezpečovací zařízení. V přilehlých mezistaničních úsecích ve směru na Prahu a Záboří nad Labem byl instalován hradlový poloautomatický blok.

### Třetí nádraží

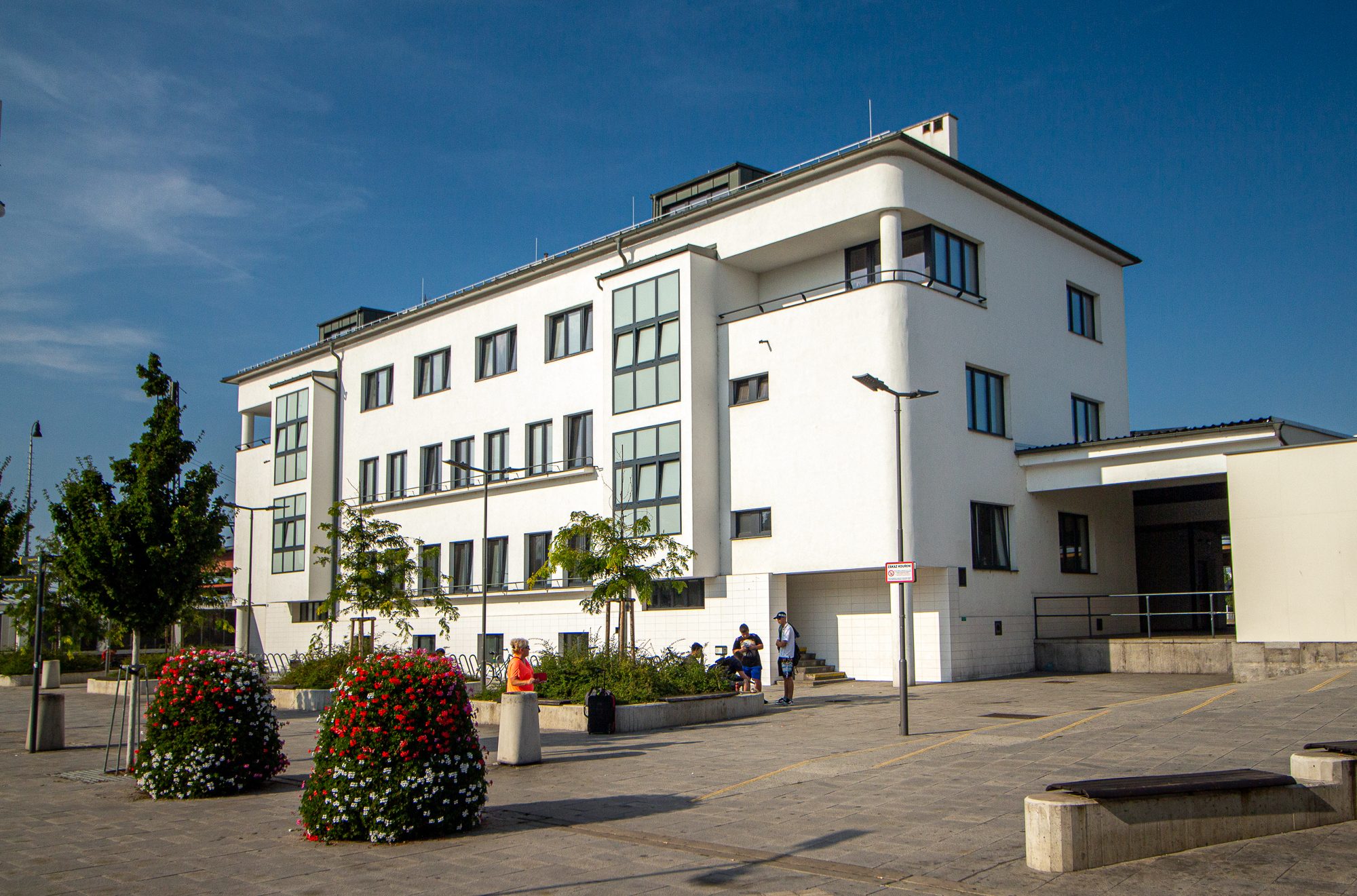
Výpravní budova z roku 1939. Emblém okřídleného kola, do něhož byly umístěny hodiny odvál čas

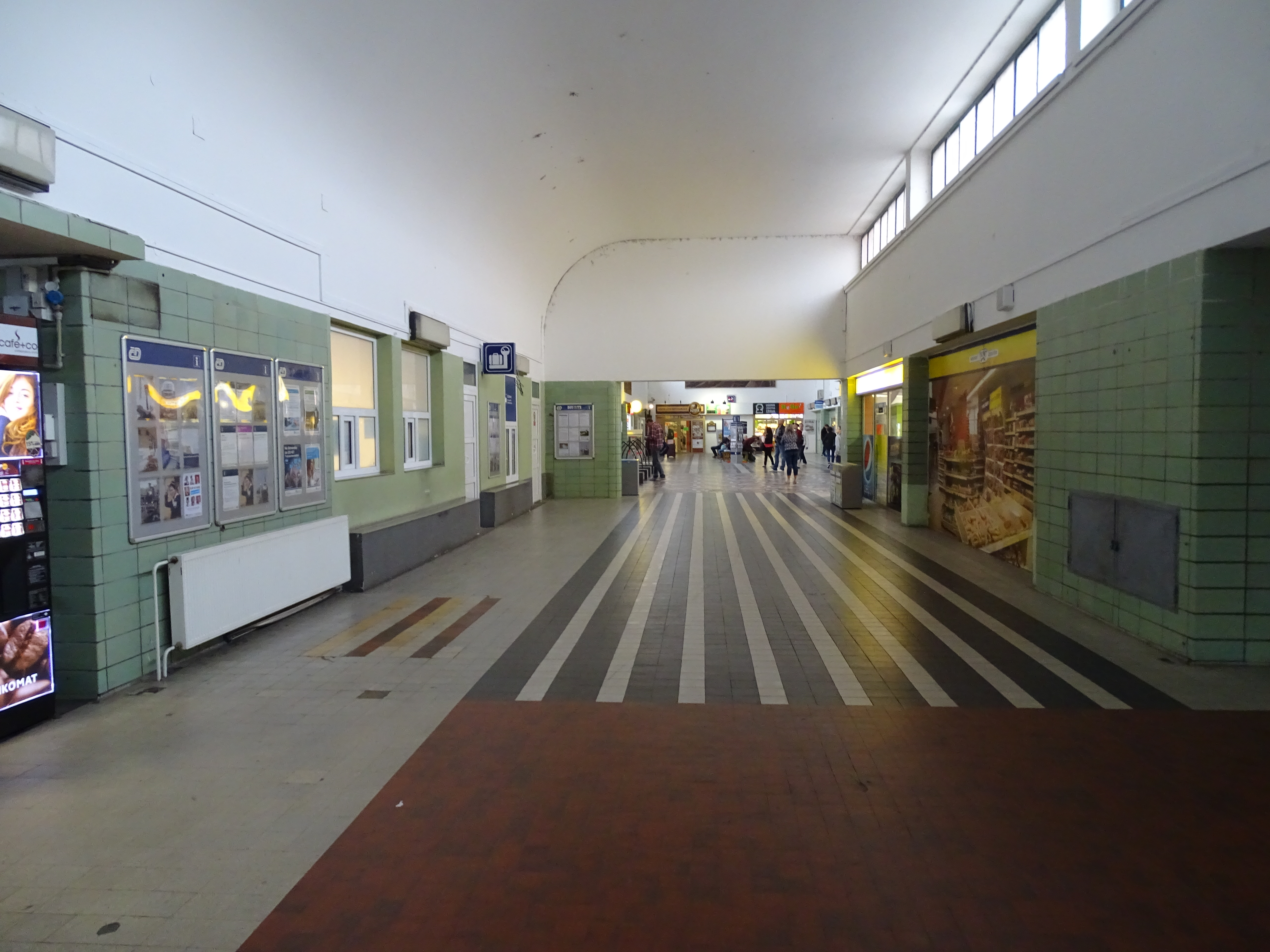
Spojovací chodba mezi vestibulem a příjezdovou halou (stav v září roku 2016)

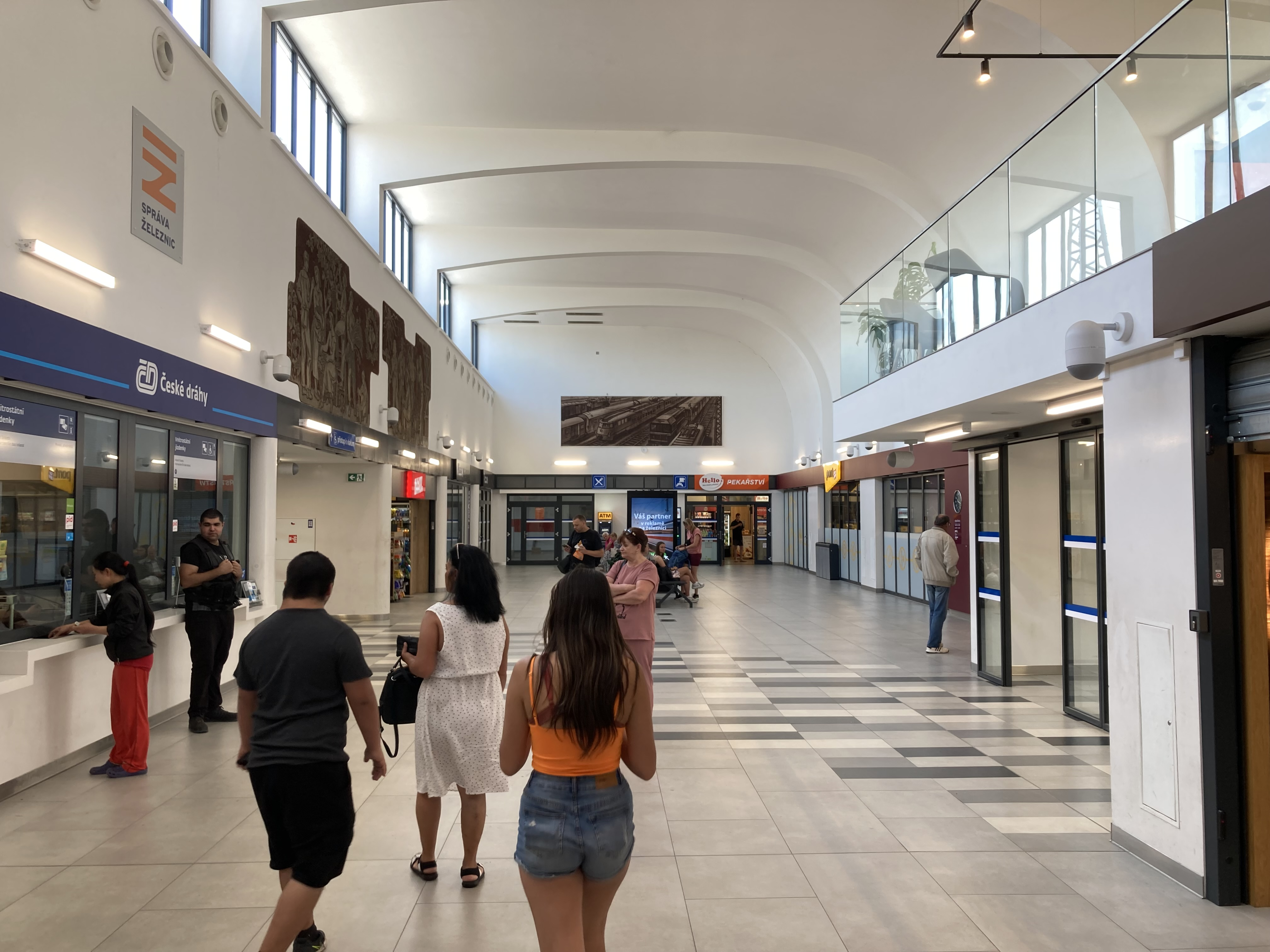
Tytéž prostory po rekonstrukci (stav k červnu 2023)

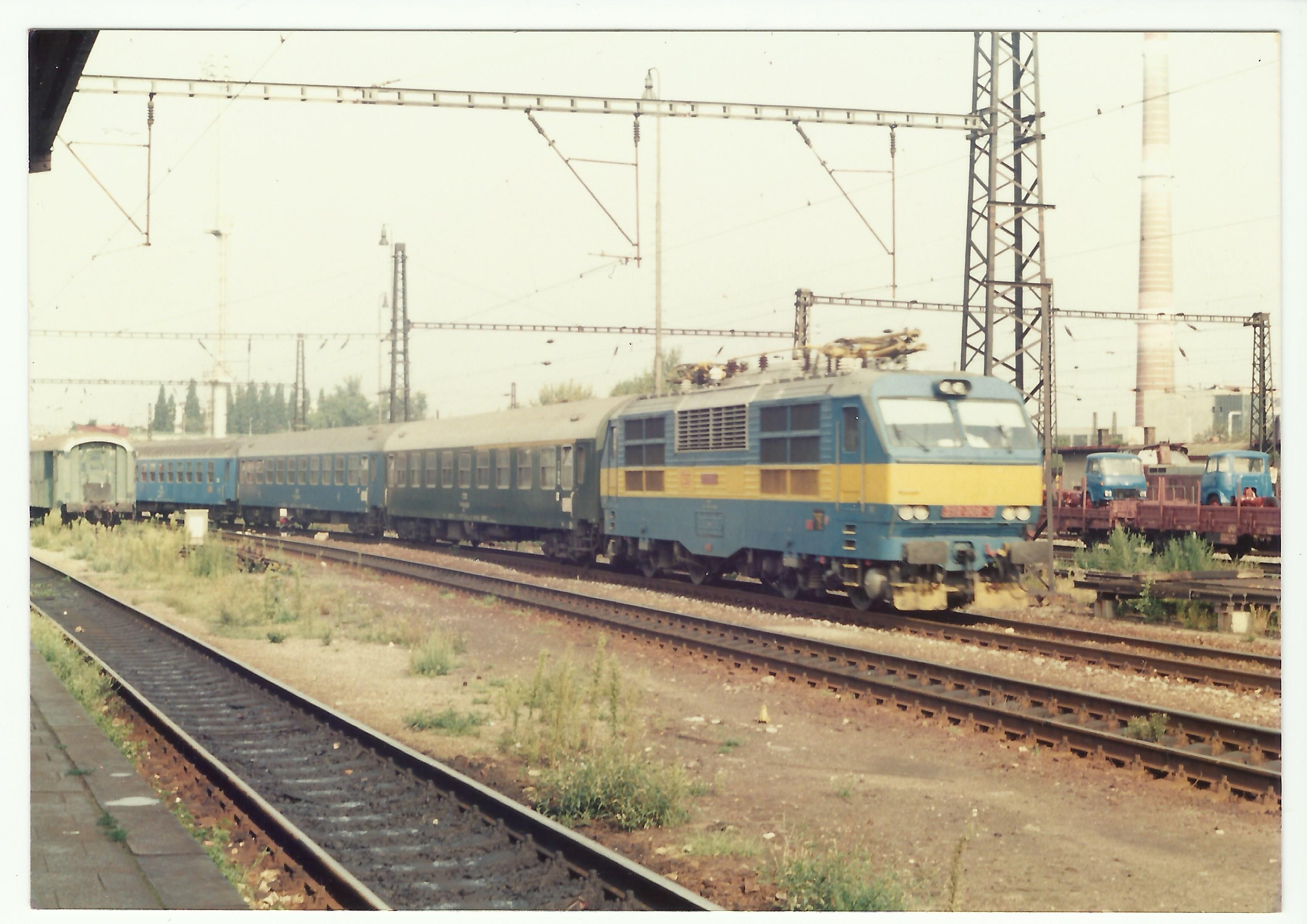
350 004-3 na nádraží v Kolíně v roce 1990 (období Československa)

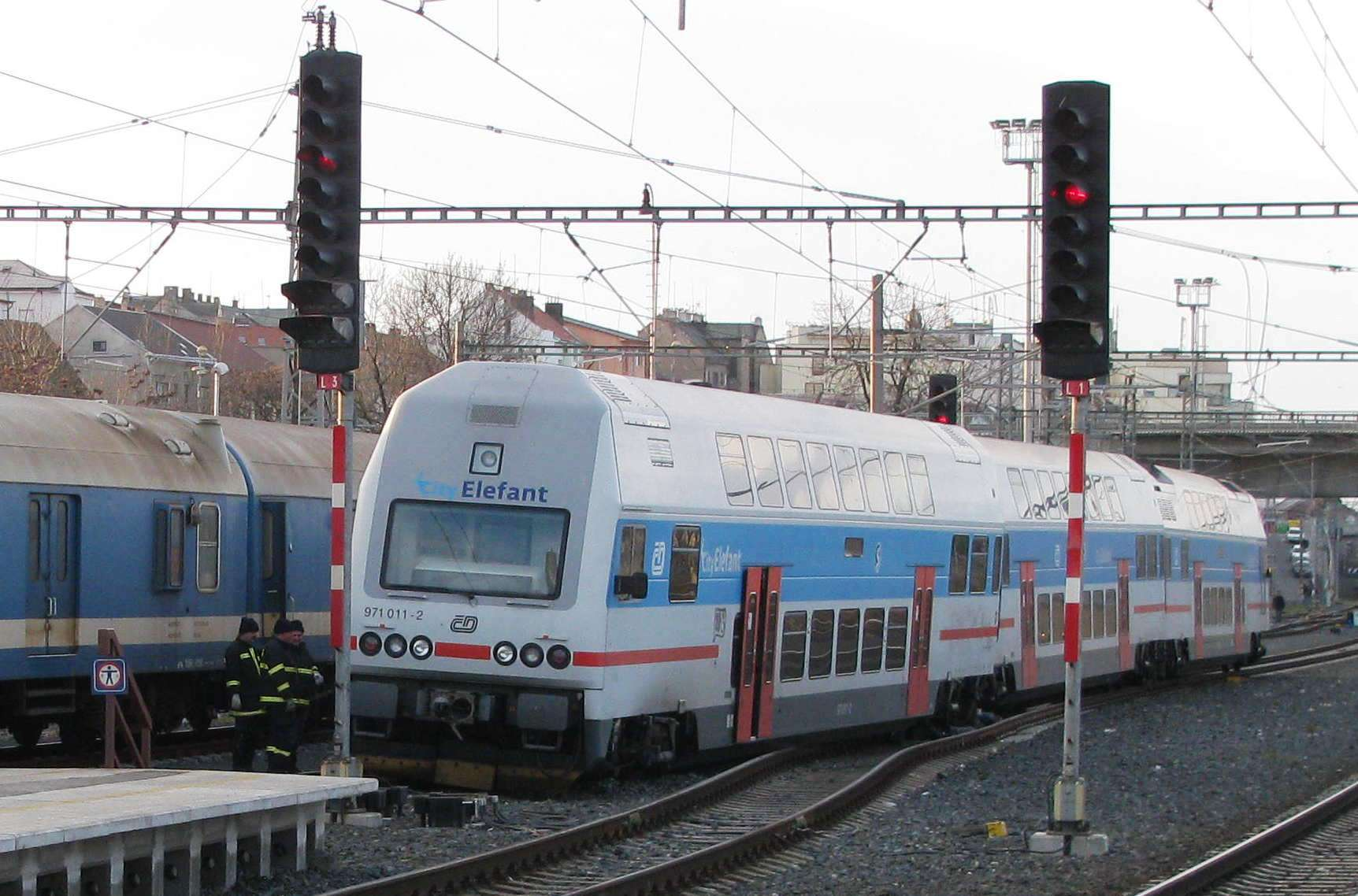
Vykolejení elektrické jednotky v roce 2009

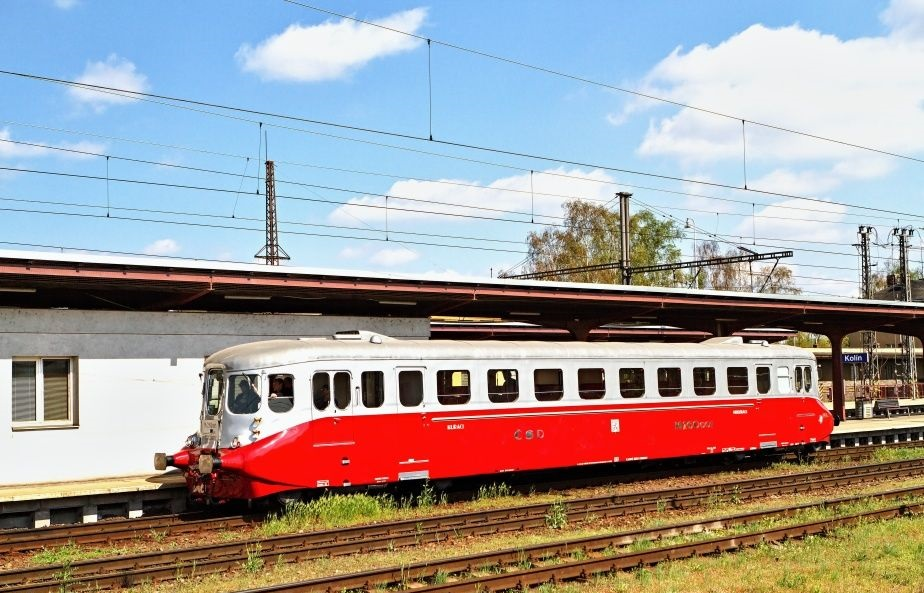
Prototypová verze motorového vozu M 260.001 „Stříbrný šíp“ z roku 1939

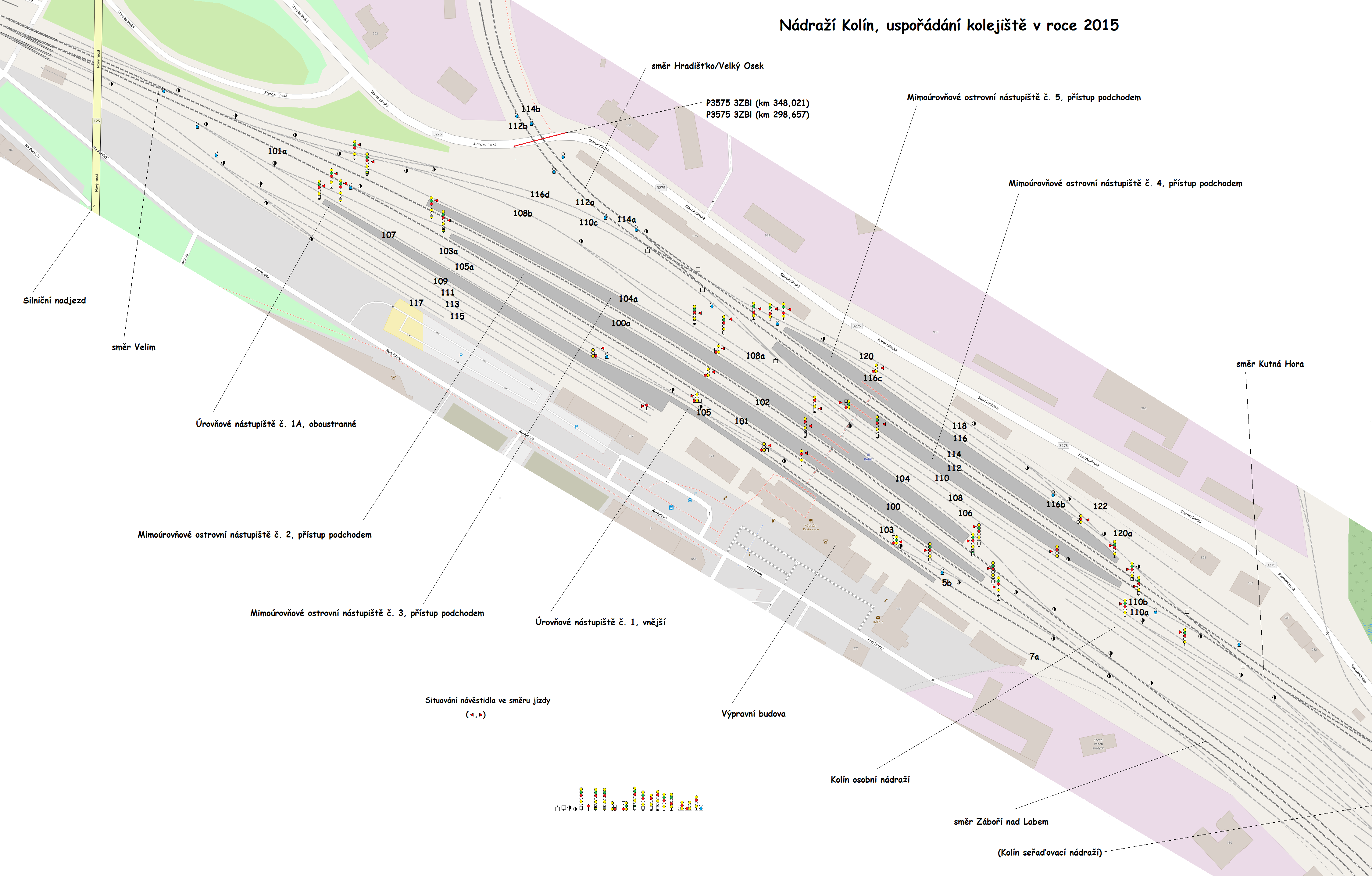
Uspořádání kolejiště v roce 2015 (mimo seřaďovací nádraží)

V roce 1918 vznikly Československé státní dráhy, stanice již po několikáté získala nového majitele. Se vznikem Československa se Olomoucko-pražská dráha stala hlavním železničním tahem. Stanice již nebyla schopna dostát zvyšujícím se nárokům dopravní frekvence. V té době se zde stále nacházela původní přijímací budova z roku 1845 a budova novější z roku 1871. Ministerstvo železnic rozhodlo, že kolínské nádraží bude nutno celkově přestavět tak, aby vyhovovalo zcela novým podmínkám. I tak se se stavbou příliš nespěchalo, neboť novou přijímací budovu navrhl architekt Vladimír Weiss ve funkcionalistickém slohu, ale vystavěna byla až v letech 1938 až 1939 firmou dr. ing. V. Mrha a to na místě původní přijímací budovy z roku 1845. V souvislosti s výstavbou nové přijímací budovy byla také snesena přijímací budova z roku 1871 a vystavěna mimoúrovňová ostrovní nástupiště. Přijímací budova sestávala z podlouhlého jednopodlažního objektu, který byl situován podél kolejí. Větší část přijímací budovy zaujímala ústřední dvorana, ta sloužila jako odjezdová hala. Odtud vedlo schodiště do podchodu k ostrovním nástupištím. Symbol nového nádraží představoval emblém okřídleného kola, do něhož byly umístěny hodiny, nacházel se nad vstupním vchodem. V létě roku 1939 nádraží obsluhovalo dálkové vnitrostátní spoje směřující z Prahy Wilsonova nádraží do Havlíčkova Brodu a Jihlavy. Spoje s pravidelným odjezdem z Kolína v 8:27 a v 17:15 dorazily do Jihlavy v 10:24 a v 19:07. Na území protektorátu Čechy a Morava byla v období druhé světové války zřízena státní železniční společnost Českomoravské dráhy.
Od roku 1942 začal fungovat opravárenský závod s přímým kolejovým napojením, převzatý v roce 1945 ČSD a zprivatizovaný v roce 1989 jako DYKO.
18. dubna 1945 bylo kolínské nádraží bombardováno spojeneckými bombardéry. Při náletu bylo nejvíce poškozeno nákladové a seřaďovací nádraží. Bombardování se týkalo i přilehlých továren, zejména pak „Draslovky“ (Kalliwerke A.G.), která vyráběla Cyklon B pro koncentrační tábory. Během náletu byl poškozen i poštovní úřad u nádraží.
Po skončení druhé světové války přešla správa stanice pod Československé státní dráhy. V odpoledních hodinách 16. května 1945 byl na kolínském nádraží uvítán prezident Edvard Beneš, který při návratu z válečného exilu použil vlak. V čele zvláštního vlaku č. 11554 byla lokomotiva 387.032, vlak byl navíc doprovázen obrněným vlakem „Moskva“. Dle zvláštního jízdního řádu vlak stavěl v Kolíně s desetiminutovou zastávkou. Předpokládaný pobyt vlaku ve stanici byl od 12:28 do 12:38 (jízdní řád pravděpodobně dodržen nebyl). Obrněný vlak navíc doprovázela kondenzační lokomotiva řady 52. Bombardováním poničené nádraží je zdokumentováno ve filmu, který uvedla Česká televize v pořadu „Hledání ztraceného času“. O páté hodině odpolední 15. června 1945 došlo v Kolíně ke srážce nákladního vlaku s osobním. Neštěstí si vyžádalo 27 mrtvých. Kolínské nádraží si svůj status významnosti po celá desetiletí neudrželo. Dokladem může být jízdní řád, vydávaný jeden rok po skončení války. Ex 31 „Ostravan“ stanicí projížděl. Také za druhé světové války několik spojů z Prahy do Ostravy a Brna stanici projíždělo. V jízdním řádu z roku 1944 se tak stávalo u rychlíku č. 3 a č. 9.
V 60. letech již byla stanice vybavena světelnými návěstidly sovětského typu, v uzlu Kolín, ale také v Pardubicích již bylo instalováno reléové zabezpečovací zařízení. V úseku z Kolína do Pardubic již fungoval automatický blok, též v protilehlém úseku do Prahy. Oproti tomu v úseku z Kolína do Havlíčkova Brodu nadále sloužil poloautomatický blok s traťovými hradly. Zde se autoblok objevil až v 80. letech. Symbolem šedesátých let byl express „Pannonia“, který na cestě z Berlína do Sofie přes Kutnou Horu projížděl stanicí. V letech 1969/1970 se jednalo o Ex 56 „Pannonia“ a Ex 57 „Pannonia“. Vlaky byly povinně místenkové a měly na svou dobu poměrně vysokou rychlost. V jejich čele již jezdily elektrické lokomotivy E 499.1. Modernizace traťového a staničního zabezpečovacího zařízení souvisela s elektrizací.
Ve stejné době na trati z Kolína do Havlíčkova Brodu i nadále vládla parní trakce. Přítomnost parních lokomotiv na nádraží nebyla minulostí. Bratislavský rychlík vozila parní lokomotiva řady 498.1, brněnský a znojemský rychlík parní lokomotiva řady 464.0. Vlaky do Golčova Jeníkova a Čáslavi pro změnu vozila parní lokomotiva řady 354.1. V 70. letech se cestující na nádraží mohli příležitostně setkat s prototypem lokomotivy T324.001. Tato lokomotiva strávila téměř celý svůj „život“ na zdejším nádraží. Vrak tohoto stroje byl odstaven v depu Kolín dne 28. května 1976. Ve stejné době zde byl k vidění prototyp lokomotivy T476.0501, lokomotiva vozila osobní vlaky do Čáslavi. V 80. letech 20. století byl ve stanici zaveden informační systém pro cestující „Pragotron“.
Při dokončení stavebních prací na I. tranzitním železničním koridoru byla stanice i nadále ve zchátralém stavu. Většina uzlových stanic nebyla zahrnuta do koridorových prací, týkalo se to například i Pardubic. Revitalizace stanice proběhla o několik let později, dokončena byla na konci roku 2009. Nejvýznamnější investici představovala výměna původního reléového zabezpečovacího zařízení za moderní elektronické stavědlo ESA 11. První a druhá kolej umožňuje průjezd rychlostí 120 km/h (vyšší rychlostí mohou projíždět soupravy s naklápěcími skříněmi). Byla vybudována nová dvoupodlažní provozně-administrativní budova, tzv. stavědlo č. 2. Také druhá provozní budova, stavědlo č. 1. Stavědlo č. 1 obsluhuje pardubické a kutnohorské zhlaví. Stavědlo č. 2 obsluhuje pražské a osecké zhlaví. Celkovou rekonstrukcí prošlo i trakční vedení. Byla přestavěna a prodloužena nástupiště č. 2 a č. 3 s celkovou délkou 400 metrů. Rekonstrukcí prošla i výpravní budova v rámci projektu Českých drah „Živá nádraží“. Výběrové řízení na rekonstrukci výpravní budovy vyhrála v roce 2006 firma AŽD Praha. Rekonstrukce byla rozvržena do několika etap, nebyla součástí koridorových prací, „sanačního průjezdu“ žst. Kolín, při němž bylo původní staniční zabezpečovací zařízení nahrazeno modernějším.
V souvislosti s přestavbou zabezpečovacího zařízení došlo k mimořádné události. 28. listopadu 2009 vykolejil při vjezdu do stanice osobní vlak 2103 z Prahy do Pardubic vedený elektrickou jednotkou řady 471 z důvodu nedojetí výměny individuálně obsluhované výhybky do koncové polohy. Nehoda se obešla bez zranění, celková škoda dosáhla výše 8,95 milionu korun.
20. dubna 2016 přijel na kolínské nádraží prototyp motorového vozu M 260.001 „Stříbrný šíp“. Symbolicky tak připomenul „Slovenskou strelu“ z let 1936/1937, která nádražím pravidelně projížděla (nezastavovala). Tento elegantní motorový vůz se však do pravidelného provozu nikdy nedostal.
V letech 2018–2019 proběhla rekonstrukce výpravní budovy. Byla provedeny vnitřní a vnější povrchové úpravy, výměna dveří a oken, modernizace orientačního systému a vzduchotechniky i topení. Byly otevřeny nové pokladny a vybudovány prostory pro občerstvení.

## Popis stanice

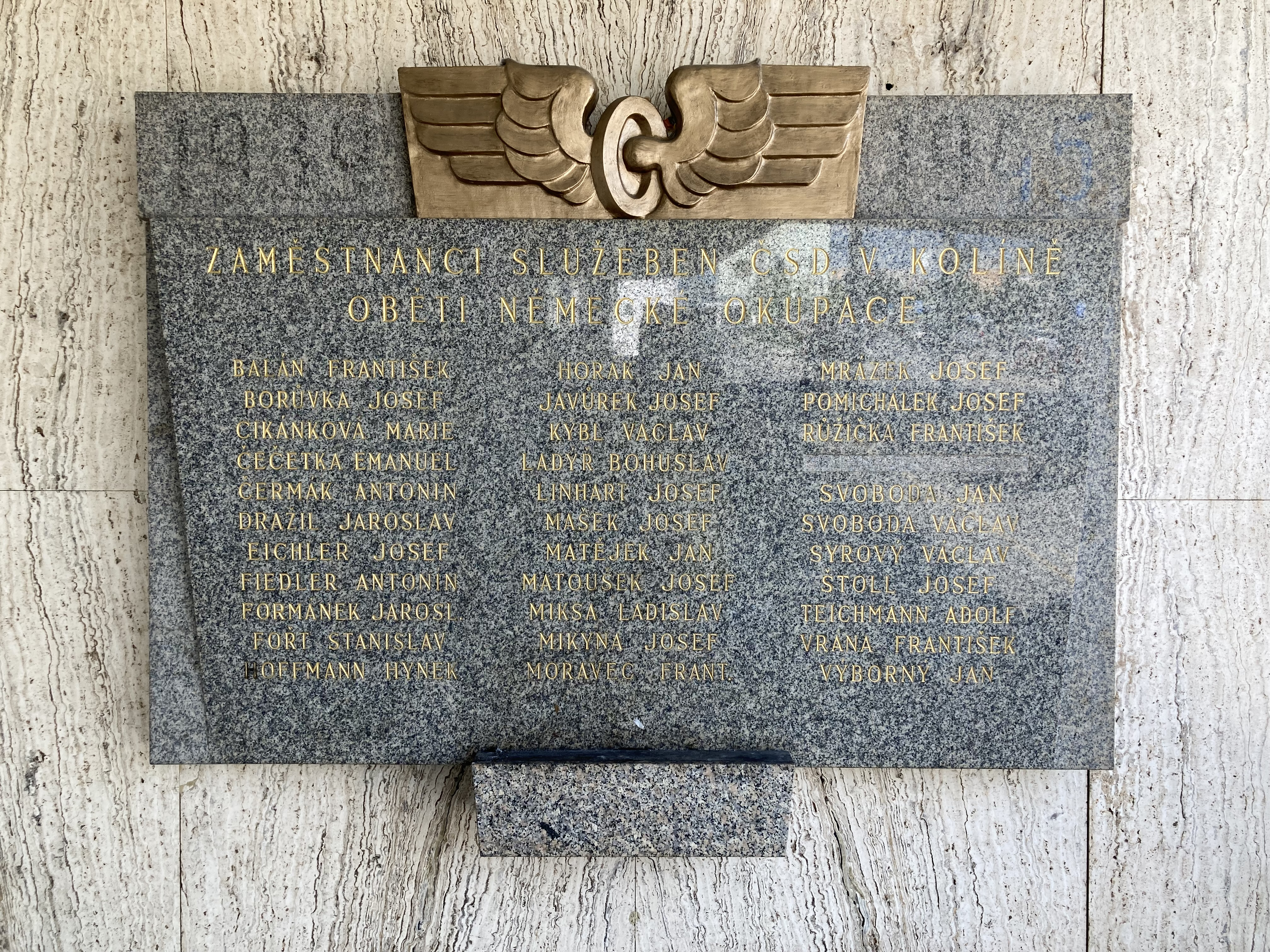
Památník obětem Německé okupace z řad pracovníků dráhy.

Železniční stanice Kolín je stanicí smíšenou, seřaďovací, vlakotvornou. Výkonnost spádoviště v roce 2016 – počet relačních kolejí 11, denní výkonnost v
rozposunovaných vozech (počet rozposunovaných vozů / den) 625.

### Nástupiště
Nádraží má 5 nástupišť . Nástupiště č. 1 je úrovňové, jednostranné vnitřní. Jeho délka činí 465 metrů, nachází se u dopravní koleje č. 105 a č. 107 (jeho součástí je i nástupiště 1A). Nástupiště č. 2 je mimoúrovňové, ostrovní. Jeho délka činí 400 metrů, nachází se u dopravní koleje č. 101 a 100. Nástupiště č. 3 je mimoúrovňové, ostrovní. Jeho délka činí 400 metrů, nachází se o dopravní koleje č. 102 a č. 104. Nástupiště č. 4 je mimoúrovňové, ostrovní. Jeho délka činí 260 metrů u dopravní koleje č. 110 a 112. Nástupiště č. 5 je mimoúrovňové, ostrovní. Jeho délka činí 260 metrů, nachází se mezi dopravními kolejemi č. 114 a 116.

### Informační systém
Stanice je vybavena hlasovým systém HaVis 3 od firmy Starmon s hlasem herce Alexandra Postlera a vizuálním informačním systém Elektročas. V letech 1999–2022 zde byl informační systém INISS – v české verzi hlas herečky Danuše Hostinské-Klichové, v anglické verzi Philip Bělohlávek a v němčině Robert Schlein.

### Zabezpečovací zařízení ve stanici
Ve stanici je instalováno elektronické stavědlo ESA 11. V přilehlých mezistaničních úsecích je provoz zabezpečován automatickým blokem, zabezpečovacím zařízením 3. kategorie. Výjimkou je úsek do Ratboře, kde je provoz zabezpečen automatickým hradlem, zabezpečovacím zařízením 3. kategorie. Při výpadku proudu je zabezpečovací zařízení napájeno z náhradního zdroje. V úseku Poříčany–Kolín byl také v roce 2011 realizován pilotní projekt Evropského vlakového zabezpečovače (ETCS). A v letech 2012–2014 byla provedena výstavba ETCS koridoru Kolín–Břeclav státní hranice Rakousko a Slovensko.

## Historie železniční dopravy

### Cestovní časy mezi dvěma stanicemi z pohledu historie
Během několika desítek let vlaky výrazně zrychlily. Vilímkův jízdní řád republiky československé – zima 1918/19, Deutsches Kursbuch – Jahresfahrplan 1944/45 – Teil 6 (KBS 501 – 536), Jízdní řád ČSD 1981/1982, Železniční jízdní řád 2014/2015.
| období jízdního řádu | číslo tratě a celkový rozsah tratě                                | spojení mezi dvěma stanicemi | druh vlaku | celkový čas *     |
| --- | ----------------------------------------------------------------- | ---------------------------- | ---------- | ----------------- |
| relace Kolín – Pardubice |                                                                   |                              |            |                   |
| 1845 | Severní státní dráha                                              | Kolín – Pardubice            | -          | 1 hodina 10 minut |
| 1918/1919 | 2 Praha – Česká Třebová – Vídeň                                   | Kolín – Pardubice            | R          | 52 minut          |
| 1944/1945 | 501 Česká Třebová – Kolín – Praha                                 | Kolín – Pardubice            | R          | 42 minut          |
| 1981/1982 | 1 Česká Třebová – Kolín – Praha                                   | Kolín – Pardubice            | R          | 33 minut          |
| 2014/2015 | 010 Česká Třebová – Kolín – Praha                                 | Kolín – Pardubice            | R          | 20 minut          |
| relace Kolín – Praha |                                                                   |                              |            |                   |
| 1845 | Severní státní dráha                                              | Kolín – Praha                | -          | 1 hodina 53 minut |
| 1918/1919 | 2 Praha – Česká Třebová – Vídeň, 14 Česká Třebová – Olomouc       | Kolín – Praha                | R          | 1 hodina 25 minut |
| 1944/1945 | 522 Praha – Česká Třebová – Přerov – Bylnice                      | Kolín – Praha                | R          | 1 hodina 6 minut  |
| 1981/1982 | 27 Praha – Česká Třebová – Přerov – Bohumín                       | Kolín – Praha                | R          | 58 minut          |
| 2014/2015 | 270 Praha – Česká Třebová – Přerov – Bohumín                      | Kolín – Praha                | R          | 43 minut          |
| relace Kolín – Havlíčkův Brod |                                                                   |                              |            |                   |
| 1918/1919 | 42 Vídeň – Lysá – Praha – Děčín                                   | Kolín – Německý Brod         | R          | 1 hodina 32 minut |
| 1944/1945 | 515 (Praha –) Kolín – Jihlava hl. n. – Brno                       | Kolín – Německý Brod         | R          | 1 hodina 31 minut |
| 1981/1982 | 23 (Praha –) Kolín – Světlá nad Sázavou – Havlíčkův Brod          | Kolín – Havlíčkův Brod       | R          | 1 hodina 24 minut |
| 2014/2015 | 230 (Praha –) Kolín – Kutná Hora hl. n. – Čáslav – Havlíčkův Brod | Kolín – Havlíčkův Brod       | R          | 1 hodina 13 minut |
| Vysvětlivky: R – rychlík nebo expres, Os – osobní nebo spěšný vlak, * celkový čas je pouze orientační, neboť v daném období se celkový čas u jednotlivých spojů nepatrně lišil z důvodu křižování vlaků, čekání vlaků v přípojných stanicích a podobně, podrobnější údaje lze dohledat ve služebních jízdních řádech |                                                                   |                              |            |                   |

### Některé významné spoje před rokem 1990
Všechny spoje byly zaváděny do páru pro opačné směry a to beze změn v trasování, pouze byly upraveny časové polohy spojů. Vzhledem k tomu, že některé spoje opakovaně jezdily v období následujícím beze změny, nejsou zde proto uvedeny. 
Kolínské nádraží také v minulosti obsluhovalo dálkové mezinárodní spoje. V letech 1969/1970 byl jedním ze spojů Ex 58 „Balt-Orient“, jehož trasa vedla z Berlína do Bukurešti přes Kolín a Kutnou Horu. Dalším ze spojů byl Ex 56 „Pannonia“, jehož trasa vedla z Berlína do Sofie. Také R 152 „Saxonia“, jehož trasa vedla z Leipzigu do Keszthely a R 156 „Metropol“, jehož trasa vedla z Berlína do Budapešti. Většina dálkových spojů v Kolíně nezastavovala pro nástup a výstup cestujících a to po celá desetiletí.
S platností jízdního řádu 1970/1971 kolínské nádraží obsluhovalo R 158 „Istropolitan“, jehož trasa vedla z Berlína do Bratislavy přes Kolín a Kutnou Horu.. Také R 156 „Metropol“, jehož trasa byla prodloužena z Rostocku do Budapešti, také R 150 „Favorit“, jehož trasa vedla z Leipzigu do Budapešti. U tohoto spoje docházelo ve stanici k přepřahání lokomotiv.
S platností jízdního řádu 1981/1982 se pak jednalo o spoj R 1471 „Transdanubium“, jehož trasa vedla z Prahy do Burgasu přes Kolín a Kutnou Horu. R 1473 „Trakia“, jehož trasa vedla z Leipzigu do Varny a Ex 75 „Hungaria“, jehož trasa vedla z Berlína do Budapešti (tento spoj v Kolíně nezastavoval pro nástup a výstup cestujících).

## Galerie
- Osobní vlaky v Kolíně, Leo Express a lokomotiva řady 350 v čele

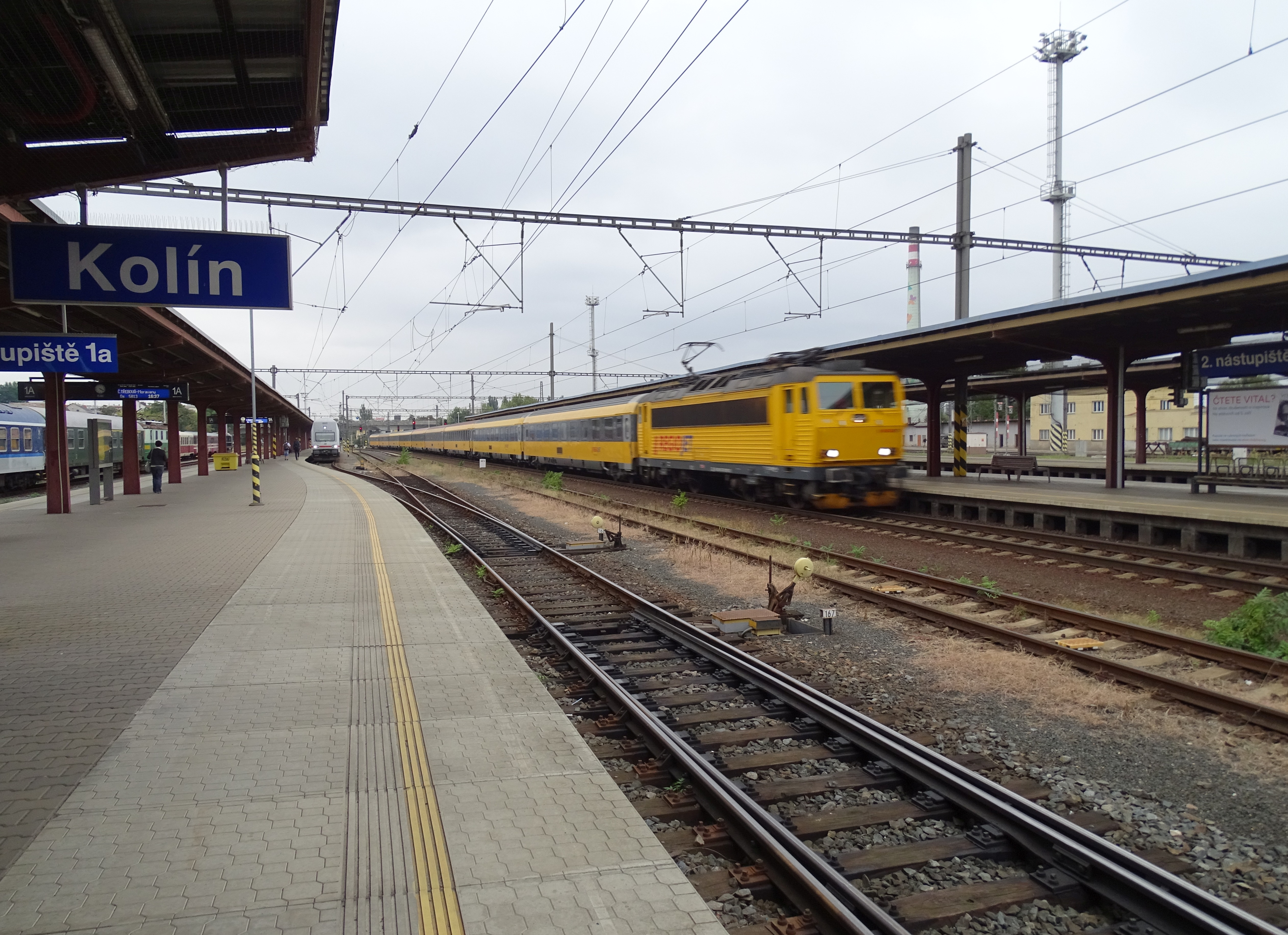
Nástupiště č. 1, u druhého nástupiště spoj dopravce RegioJet
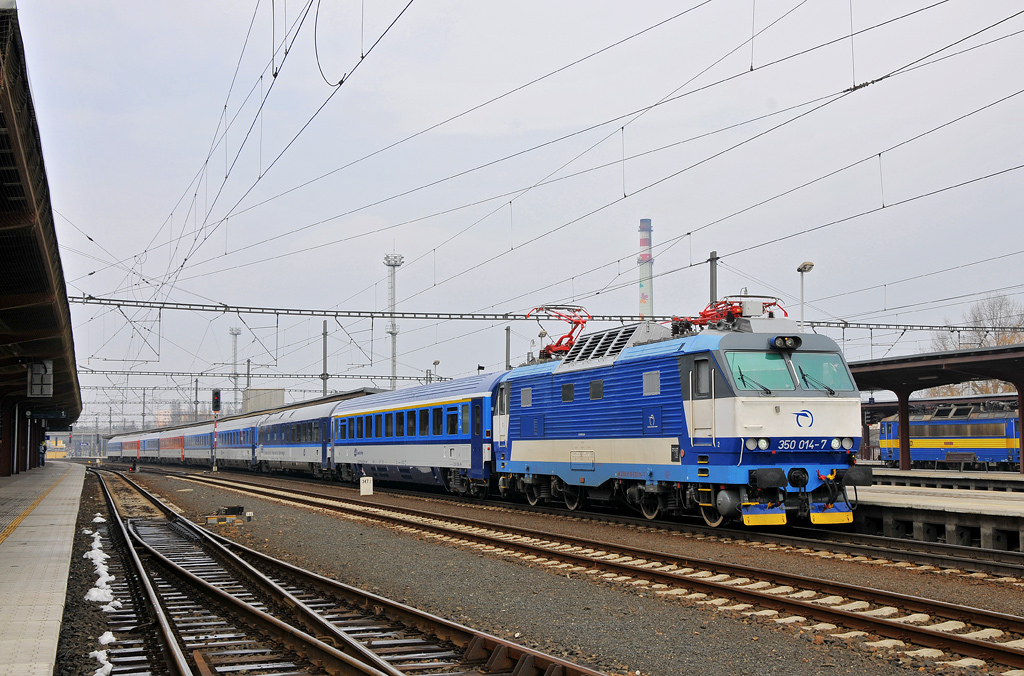
Nástupiště č. 2 a č. 3, v čele spoje lokomotiva řady 350
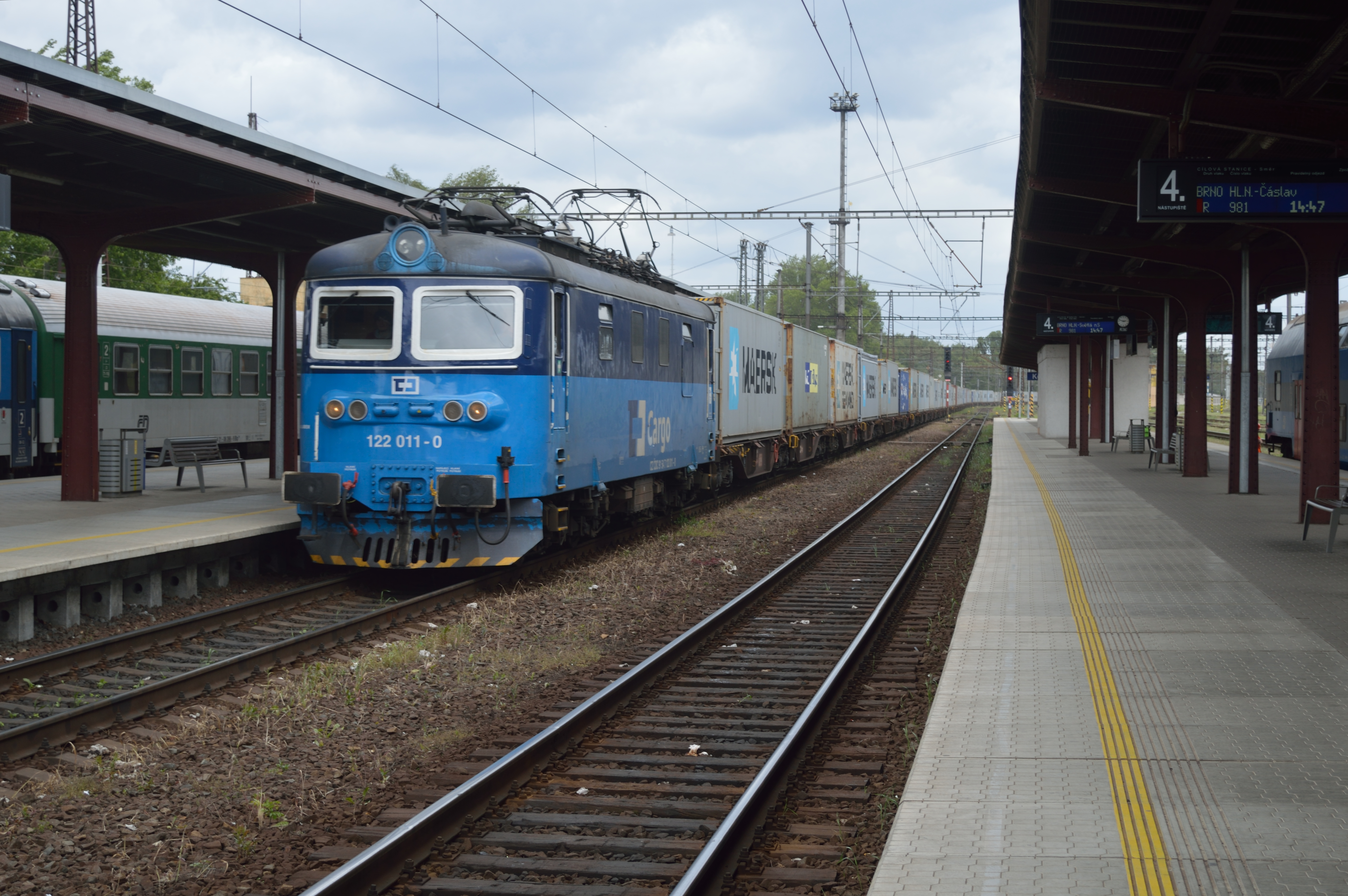
Nástupiště č. 4, v čele nákladního vlaku lokomotiva řady 122
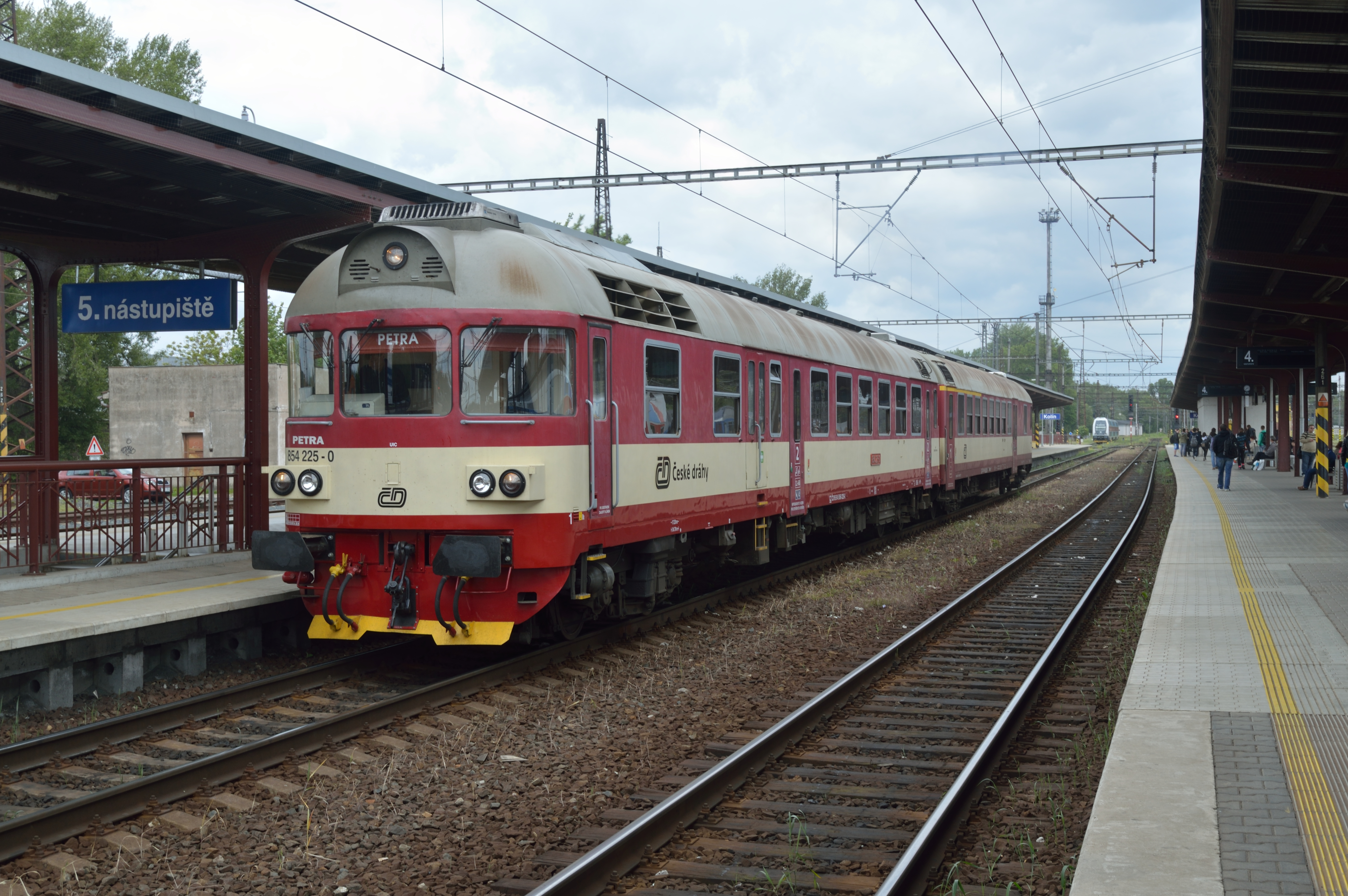
Nástupiště č. 5, motorový vůz řady 854
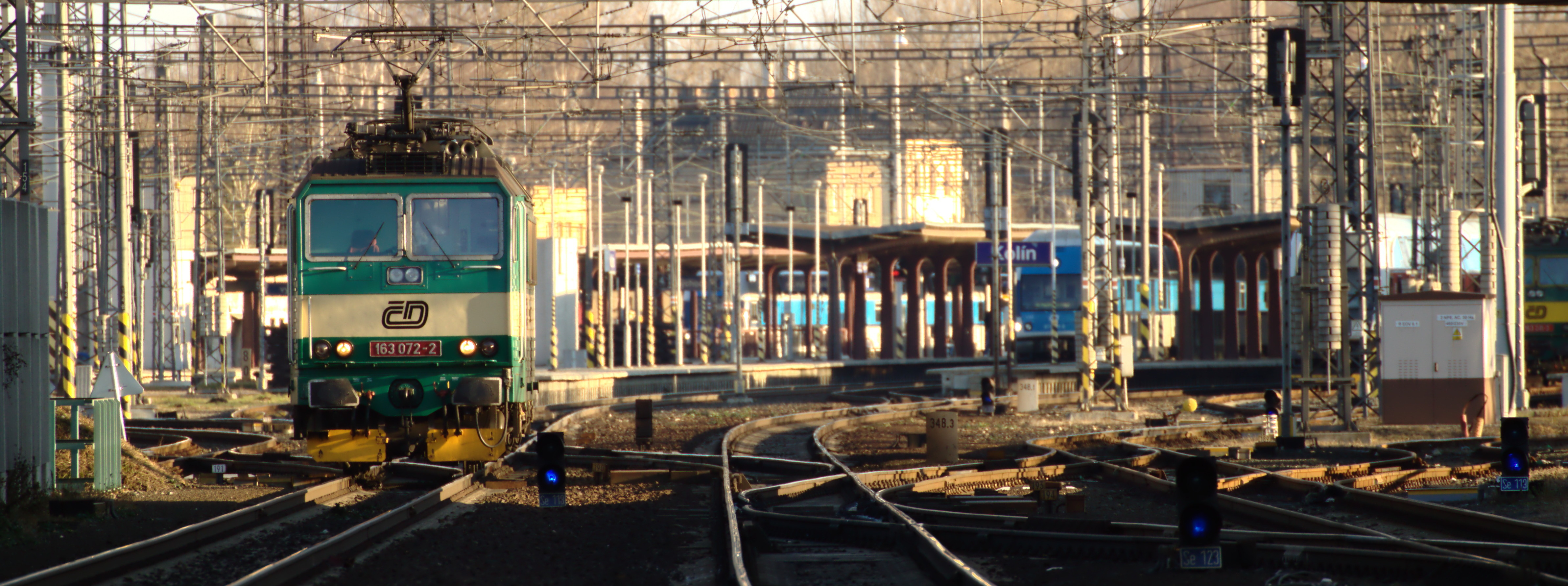
Pohled na stanici z pod silničního nadjezdu, lokomotiva řady 163
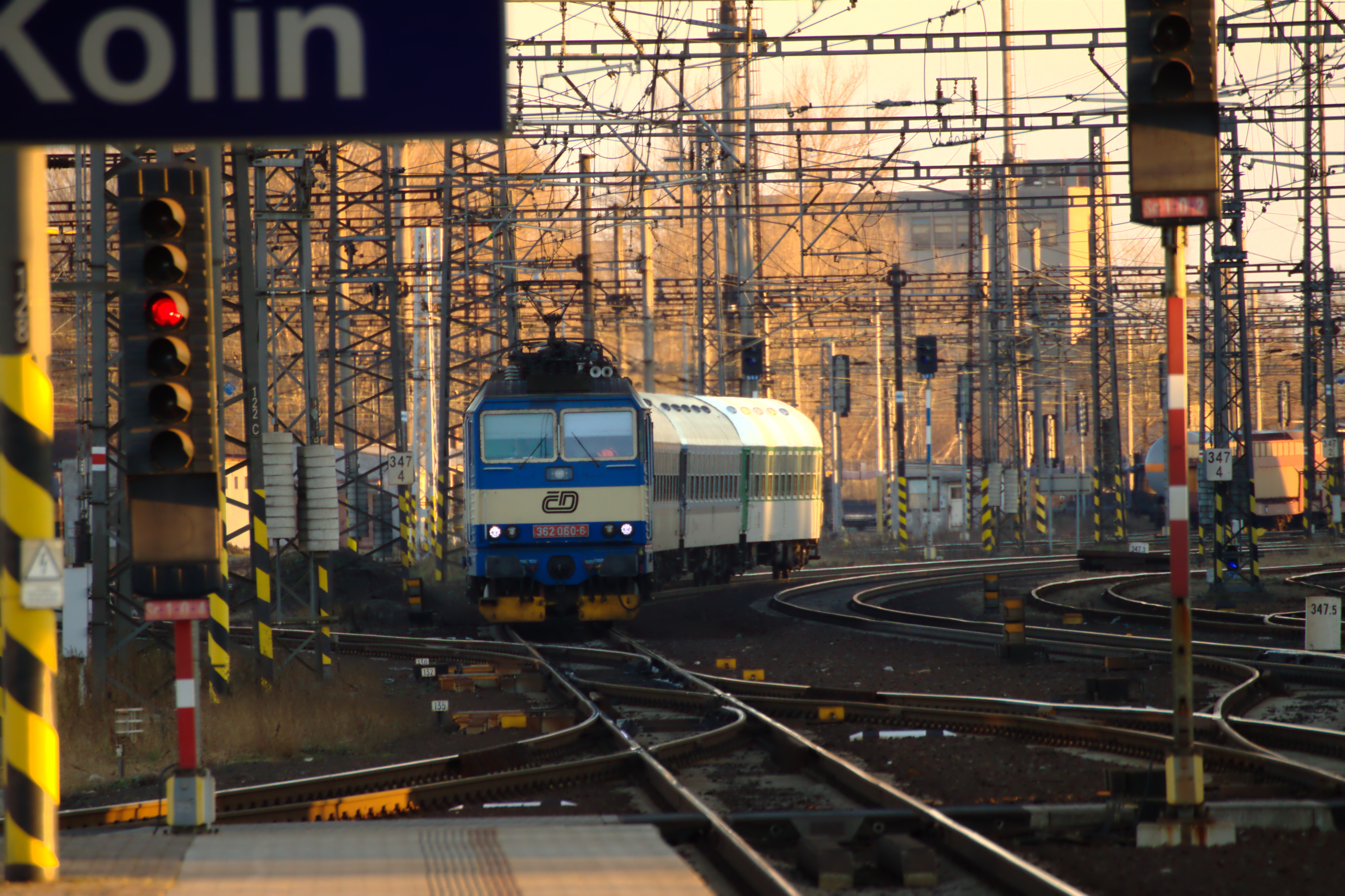
Pohled na stanici od Záboří nad Labem, lokomotiva řady 362